# Mashita Nagamori
Mashita Nagamori (増田 長盛?; 1545 – 23 giugno 1615) fu un daimyō giapponese dei periodi Sengoku ed Edo, nominato Go-Bugyō da Toyotomi Hideyoshi. Veniva chiamato anche Niemon (仁右衛門?) o con il suo titolo di corte, Uemon-no-jō (右衛門尉?).

## Biografia
Nagamori era servitore di Hashiba Hideyoshi (Toyotomi Hideyoshi) quando quest'ultimo era sotto gli ordini di Oda Nobunaga. Per le sue doti di amministratore e i suoi meriti nei negoziati diplomatici con Uesugi Kagekatsu, Hideyoshi gli diede un feudo di 200.000 koku nel castello di Kōriyama, nella provincia di Yamato, nominandolo come uno dei cinque Go-Bugyō. Nagamori prese parte alla battaglia di Bunroku (nel 1592) e alla battaglia di Keicho (nel 1596) durante le invasioni giapponesi della Corea (1592-1598).
Dopo la morte di Hideyoshi, nel 1600, Nagamori si schierò con Ishida Mitsunari quando Mōri Terumoto divenne leader della coalizione occidentale. Tuttavia Nagamori fu coinvolto in un intrigo con Tokugawa Ieyasu. Non prese parte alla battaglia di Sekigahara il 21 ottobre, ma rimase al castello di Osaka. Dopo la battaglia Ieyasu tolse i domini a Nagamori, ma gli risparmiò la vita e lo mise al servizio di Kōriki Kiyonaga, un servitore di Ieyasu e signore del castello di Iwatsuki, nella provincia di Musashi.
Nel 1615 durante l'assedio di Osaka, il figlio di Nagamori, Mashita Moritsugu, che aveva servito Tokugawa Yoshinao, fuggì e si unì alle forze del clan Toyotomi. Di conseguenza a Nagamori venne ordinato di compiere seppuku. 
La sua tomba si trova presso il santuario di Anraku-ji a Niiza nella prefettura di Saitama.